# Rhinstraße
Die Rhinstraße ist eine etwa sechs Kilometer lange Straße in den Berliner Bezirken Lichtenberg (Ortsteile Friedrichsfelde, Lichtenberg, Alt-Hohenschönhausen) und Marzahn-Hellersdorf (Ortsteil Marzahn). Ihren Namen erhielt sie nach dem brandenburgischen Fluss Rhin. Der zum Bezirk Marzahn-Hellersdorf gehörende Abschnitt zwischen dem S-Bahnhof Friedrichsfelde Ost und der Landsberger Allee stellt gleichzeitig die Bezirksgrenze dar.

## Verlauf und Hausnummernzählung

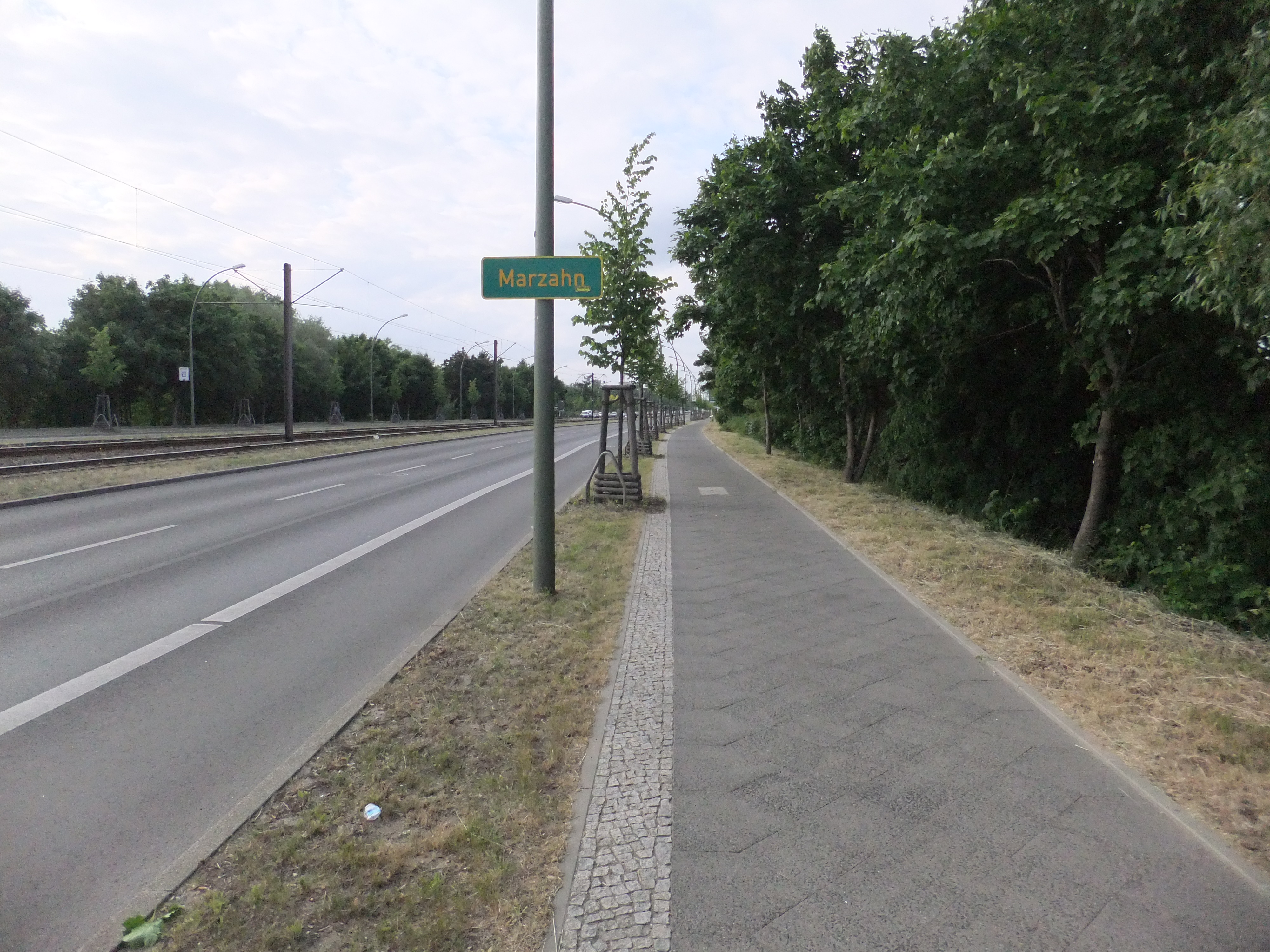
Die Rhinstraße an der Bezirksgrenze von Marzahn-Hellersdorf

Die Rhinstraße beginnt an der Kreuzung mit den auf gemeinsamer Trasse verlaufenden Bundesstraßen B 1/B 5 an der Straße Alt-Friedrichsfelde als Fortsetzung der Straße Am Tierpark. Sie führt von dort aus fast geradlinig nach Norden und kreuzt nacheinander die Ostbahn am S-Bahnhof Friedrichsfelde Ost, die Allee der Kosmonauten, die Landsberger Allee und die Industriebahn Tegel–Friedrichsfelde. Sie endet schließlich an der Kreuzung mit der Hauptstraße im Ortsteil Alt-Hohenschönhausen, wo sie in die Wartenberger Straße übergeht.
Die Rhinstraße ist auf kompletter Länge mindestens vierstreifig ausgebaut und verfügt auf dem Mittelstreifen über eine Straßenbahntrasse zwischen den beiden getrennten Fahrbahnen. Daneben gibt es über die gesamte Länge beiderseits der Straße abgetrennte Gehwege.
Die Hausnummern laufen von 1 bis 190 und folgen einer Hufeisenform. Die Vergabe ist lückenhaft.

## Geschichte
Wann genau die Rhinstraße als solche angelegt wurde, ist unbekannt, jedoch kann anhand von Landkarten der Zeitraum um 1894 genannt werden. Der heutige mittlere Abschnitt der Straße war damals ein unbefestigter und namenloser Weg und verlief parallel zum Hohenschönhausener Weg von der Ostbahn in Höhe des heutigen S-Bahnhofs Friedrichsfelde Ost im Süden bis zur Landsberger Chaussee (heute Landsberger Allee) im Norden. Wegen der Feuchtgebiete auf der westlichen Seite (Marzahn-Hohenschönhauser Grenzgraben und Teiche) gab es dort keine Wohnbebauung, dagegen entwickelten sich am Ende des 19. Jahrhunderts Kleingartenanlagen.
Der Bereich von der Berliner Straße (heute: Alt-Friedrichsfelde) bis zur Bahnstrecke erhielt um 1902 den Namen Mühlenberg nach einer damals auf dem ansteigenden östlichen Gelände stehenden Windmühle. Um 1912 wurde dieser Abschnitt der Straße in Rhinstraße umbenannt.
Mit dem zu Beginn der 1970er Jahre beschlossenen Wohnungsbauprogramm der DDR erfolgten die Verlängerung und der Ausbau dieses Straßenzuges zu einer großzügig angelegten Tangentialverbindung Ost-Berlins. Der gesamte Bereich nördlich der Bahntrasse der Ostbahn war noch weitgehend unbebaut, sodass die Verbreiterung der Straße samt der Verlegung einer Straßenbahnlinie auf einem gesonderten Gleisbett in Straßenmitte komplikationslos möglich war. Abschnittsweise wurde der Verkehrsweg in Richtung Hohenschönhausen verlängert. Am 2. April 1975 wurde die nördliche Verlängerung der Rhinstraße in Richtung Hohenschönhausen in die Rhinstraße einbezogen. Am 2. November 1975 fuhr erstmals die Straßenbahn von der Straße Am Tierpark kommend bis zur Springpfuhlstraße (damals ebenfalls neugebaut, heute Allee der Kosmonauten) und weiter nach Westen in Richtung Herzbergstraße. Der nördliche Abschnitt der Straßenbahntrasse bis zu den bestehenden Strecken in Hohenschönhausen wurde am 1. April 1985 eröffnet. Etwa auf halber Höhe dieser Strecke überquert die Straße auf einer Brücke die Industriebahn Tegel–Friedrichsfelde, obwohl deren Einstellung zum Zeitpunkt des Baus der Straße bereits absehbar war.
Im Zusammenhang mit dem Ausbau der Rhinstraße wurde 1979 der S-Bahnhof Friedrichsfelde Ost von der Marzahner Chaussee an die Rhinstraße verlegt.

## Bebauung

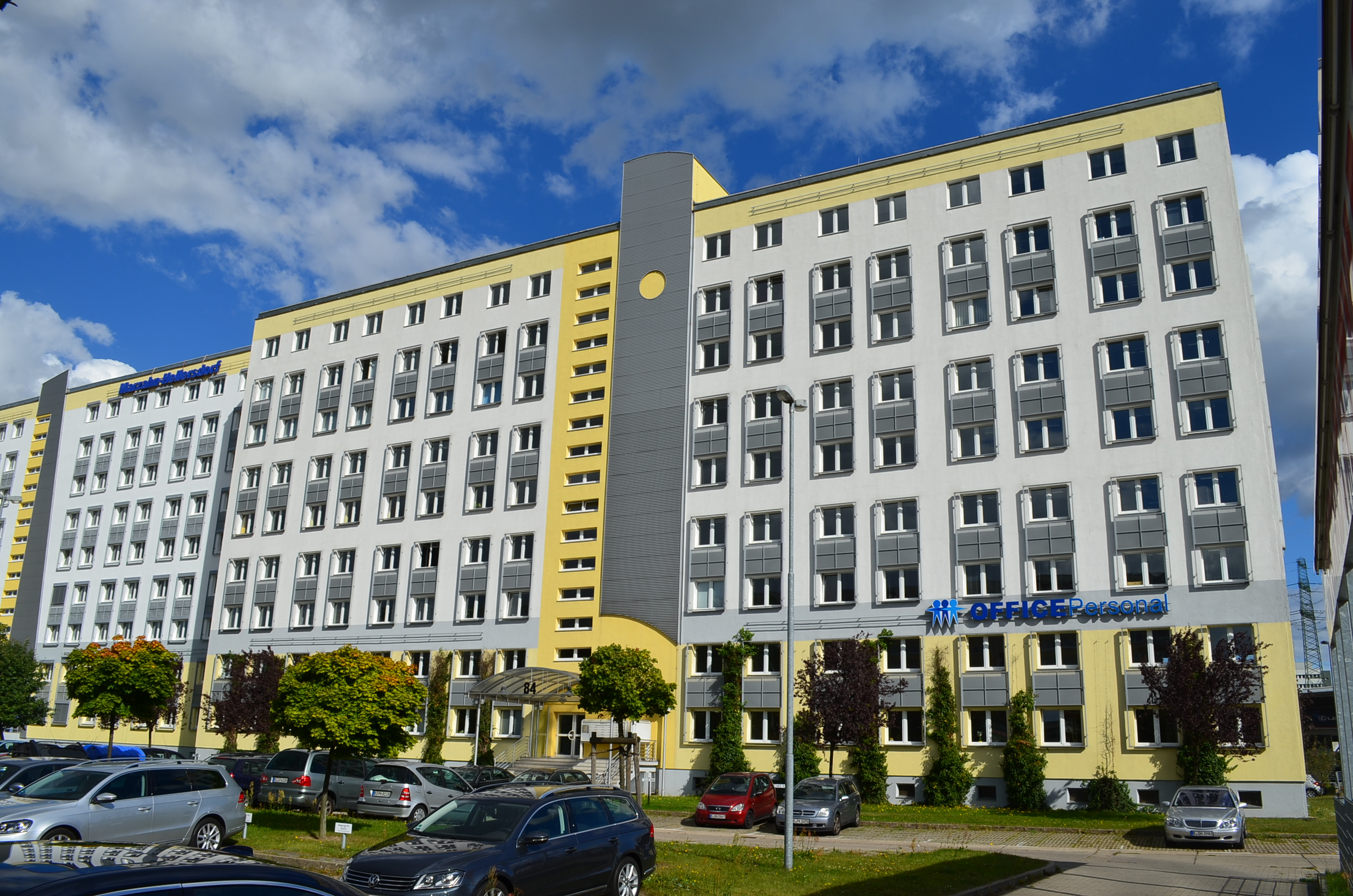
Modernisiertes Bürogebäude Rhinstraße 84

Zwischen der Straße Alt-Friedrichsfelde und der Bahntrasse stehen auf der westlichen Straßenseite mehrgeschossige Plattenbauten, die zum Neubauviertel Rosenfelder Ring gehören und in den späten 1960er Jahren entstanden. Auf der östlichen Straßenseite wurden zehngeschossige Wohnhäuser errichtet. In den späten 1990er Jahren gingen diese Bauten in den Besitz einer Wohnungsgenossenschaft über. An einem der beiden 21-geschossigen Eckhäuser ließ diese eine symbolische Gestaltung zum Thema Mühlberg ausführen. Bis zur Einmündung der Seddiner Straße reichen dann Kleingärten bis an die Straße.

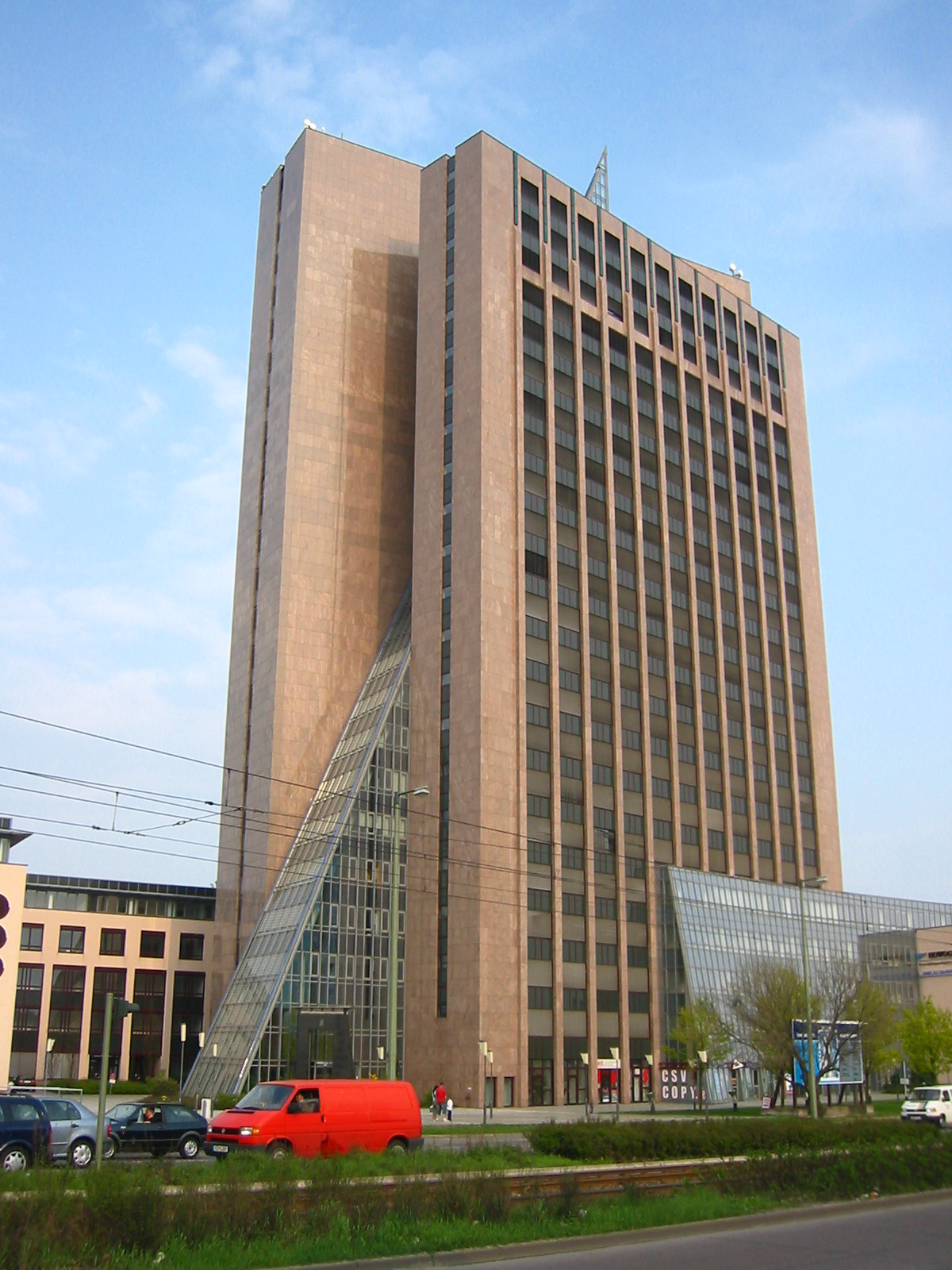
Rhinstraße an der Kreuzung Landsberger Allee mit Hochhaus Die Pyramide

Der Abschnitt zwischen der Bahntrasse und der Allee der Kosmonauten ist auf der Westseite durch Kleingärten, auf der Ostseite durch Industriebauten geprägt. Hier ist das Heizkraftwerk Marzahn bemerkenswert.
Östlich des Kreuzungsbereichs mit der Allee der Kosmonauten hat sich seit 1994 aus einem reinen Produktionsstandort ein multifunktionales Gewerbegebiet entwickelt. Bestandsgebäude wurden saniert und modernisiert sowie moderne Neubauten errichtet. Neben Unternehmen aus der Automobilbranche haben sich hier Firmen der Elektrotechnik und Elektronik sowie der Gesundheitswirtschaft etabliert. Groß- und Einzelhändler und spezialisierte Werkstätten bieten ein breites Spektrum an Produkten und Dienstleistungen an.
Zwischen Allee der Kosmonauten und Landsberger Allee ließ die Ost-Berliner Verwaltung in den späten 1970er Jahren auf der Westseite mehrere Plattenbauten als Unterkunft für Vertragsarbeiter (Gastarbeiter) aus Vietnam errichten.
An der Kreuzung mit der Landsberger Allee steht das 1994/1995 errichtete 100 Meter hohe Bürohochhaus Die Pyramide, eines der höchsten Gebäude Berlins. Mit der Fertigstellung dieses Hochhauses wurde eine kleine Verbindungsstraße zwischen Pyramidenring und Landsberger Allee mit „Alte Rhinstraße“ bezeichnet.
Im Abschnitt zwischen Landsberger Allee und Hohenschönhausen verläuft die Rhinstraße durch ein vorwiegend mit Einfamilienhäusern bebautes Gebiet, das durch die Trassierung der Straße zerschnitten wurde.